# Lynk & Co 02
La Lynk & Co 02 est un SUV urbain du constructeur automobile chinois Lynk & Co. Il est le second modèle produit par Lynk & Co né de l'association des constructeurs automobiles Volvo et Geely.

## Caractéristiques techniques
Le 02 repose sur la plateforme technique modulaire CMA (Compact Modular Architecture) du constructeur Volvo, servant au XC40.